# Caloptilia alni
Caloptilia alni là một loài bướm đêm thuộc họ Gracillariidae. Nó được tìm thấy ở Trung Quốc, Nhật Bản (Honshū, Hokkaidō), Hàn Quốc và vùng Viễn Đông Nga.
Sải cánh dài 14.5–16 mm.
Ấu trùng ăn Alnus hirsuta và Alnus japonica. Chúng có thể ăn lá nơi chúng làm tổ.